# Tiberius Sempronius Longus (consul en -194)
Pour les articles homonymes, voir Sempronius Longus.
Tiberius Sempronius Longus est un homme politique du IIe siècle av. J.-C. de la République romaine. Il est le fils de Tiberius Sempronius Longus qui a commandé les légions romaines pendant la deuxième guerre punique.

## Biographie
En 197 av. J.-C., Tiberius est édile curule. Il fait partie de la commission de triumvirs qui supervise pendant trois ans la colonisation romaine de Puteoli, de Volturniun, de Liternum, de Salernum et de Buxentum.
En 196 av. J.-C., il est préteur en Sardaigne, charge à laquelle il est maintenu l'année suivante.
En 194 av. J.-C., il est consul avec Scipion l'Africain comme collègue. Il reprend son activité de triumvir pour suivre le développement des colonies. Pendant la colonisation de la Gaule cisalpine, ses légions sont assiégées par les Boïens, qui ont entouré leur campement. Tiberius a ordonné à ses troupes de tenir, prévoyant des renforts, mais les Boïens attaquent après trois jours d'attente. Les sorties du fort des Romains étaient impossibles à cause de la fougue des soldats ennemis. Rapidement les Boïens percent les défenses des Romains en deux endroits. Finalement les Boïens sont repoussés, ce qui coûte la vie à 5 000 Romains.
À la fin de son consulat, il organise la ville de Plaisance. En 193 av. J.-C., une armée de Ligures menace Plaisance. Tiberius envoie une délégation à Rome demandant des troupes, et une armée de vétérans qui avait servi sous lui contre les Boïens vient l'aider à se défendre.
En 184 av. J.-C., il est candidat à l'élection des censeurs, mais il est battu.
Il décède en 174 av. J.-C., victime de l'épidémie qui ravage Rome.